# جرارد کینگ
جرارد کینگ (انگلیسی: Gerard King؛ زاده ۲۵ نوامبر ۱۹۷۲) یک بازیکن بسکتبال اهل ایالات متحده آمریکا است. 